# 송인 (고려)
송인(宋仁)은 고려 중기의 충청북도 진천군 출신의 문신이다. 그의 벼슬은 문하평장사(門下平章事)에 이르렀다. 이것은 당시 최고의 정치적 직책이었다. 송인은 관할 지역의 관리, 사법, 경제 부문을 맡았다.
송인은 고려 인종 시기 덕산면 두천리 두루지마을에서 태어났다. 그는 진천백이라는 백작위를 하사받았으며 이후 그의 집안은 진천을 자신의 혈통으로 여기기 시작했다. 따라서 가문의 본관은 진천이 되었다.
그는 상산백에 있을 때 모든 행정을 공정하고 공평하게 하려고 노력하여 백성의 복리증진에 힘썼다. 또한 그는 청년교육과 예의를 중시하여 그의 지역을 전국에서 가장 훌륭한 행실로 유명하게 만들었다. 
1126년 고려 인종 제4년에 이자겸의 난 당시 왕을 호위하던 중에 척준경이 이끄는 반군에 의해 피살되었다.